# Montréal
Montréal (Engels: Montreal) is de grootste stad van de provincie Québec en na Toronto de grootste stad van Canada. Op 1 januari 2014 woonden in Montréal ongeveer 1.700.000 mensen. Groot-Montréal had in 2014 een inwoneraantal van 4.027.100. Montréal is de 15e agglomeratie van Noord-Amerika en staat op de 107e plaats op de lijst van grootste metropolen van de wereld.
Montréal ligt op een sikkelvormig eiland in de rivier de Sint-Laurens, genaamd Île de Montréal. De stad werd in 1642 door de Fransen gesticht als deel van hun kolonie Nieuw-Frankrijk. De naam van de stad is afgeleid van de in de stad gelegen heuvel Mont Royal.
In de provincie Québec is het Frans de officiële taal. Montréal is na Parijs de grootste Franstalige stad ter wereld als het om moedertaalsprekers gaat; het is na Parijs, Kinshasa en Abidjan de grootste stad waar Frans de officiële taal is. De stad is het culturele centrum van Franstalig Canada.
Montréal is ook een internationaal centrum voor handel, industrie, financiën en cultuur. Het centrum van Montréal bestaat grotendeels uit wolkenkrabbers en een grote 'ondergrondse stad', maar er is ook een oud stadscentrum. In Montréal werden de Wereldtentoonstelling van 1967 en de Olympische Spelen van 1976 gehouden.
In Montréal zijn alle verwijzingen naar windrichtingen een kwartslag gedraaid, en er wordt daarom weleens gezegd dat de zon in een deel van Montréal in het zuiden opkomt. De verklaring daarvoor is als volgt: de Saint Lawrence stroomt ruwweg van west naar oost. Straten die parallel aan de rivier lopen, lopen in de beleving van de inwoners van Montréal ook van west naar oost. In werkelijkheid stroomt de rivier bij Montréal echter een stukje van zuid naar noord. Het afwijkende gebruik is zo ingeburgerd dat het ook in dit artikel gehandhaafd is.

## Geschiedenis

### In Frans bezit
Huron-, Algonquin- en Iroquois-indianen bewoonden de omgeving van Montréal al ruim 8000 jaar geleden. De eerste Europeaan die het gebied bereikte was de Franse ontdekkingsreiziger Jacques Cartier, die op 2 oktober 1535 het dorp Hochelaga op het Eiland van Montréal binnenkwam. Samuel de Champlain bereikte de plek ruim zeventig jaar later, maar toen bestond Hochelaga niet meer. In 1611 stichtte hij La Place Royale, een bonthandelspost op het Eiland van Montréal, maar de Iroquois verzetten zich tegen deze nieuwkomer en verdedigden hun territorium met succes.
In 1639 deed de Fransman Jérôme Le Royer de eerste poging op het Eiland van Montréal een permanente Franse nederzetting te stichten. Op 17 mei 1642 werd de versterkte plaats Ville Marie op het eiland gesticht door een aantal Franse priesters, nonnen en kolonisten van de zendingsgroep Société Notre-Dame de Montréal onder leiding van Paul Chomedey de Maisonneuve. Deze datum wordt beschouwd als de stichtingsdatum van Montréal. Een van de vrouwen in de groep, Jeanne Mance, richtte het Hôtel-Dieu op, het eerste ziekenhuis van Noord-Amerika.
De beoogde evangelisatie van indianen was geen succes, maar Ville Marie werd een bonthandelscentrum en een uitvalsbasis voor verdere verkenning van Nieuw-Frankrijk door ontdekkingsreizigers als Louis Jolliet en René Robert de La Salle. De Iroquois-indianen bleven de nederzetting echter tot 1701 aanvallen; in dat jaar werd er een vredesverdrag getekend, waarna de handel opbloeide.

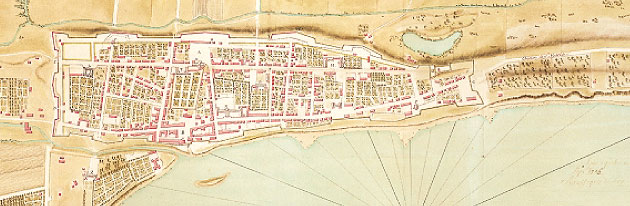
Kaart van Montréal in 1731

Een nieuwe bedreiging diende zich aan toen de Engelsen begonnen te azen op Nieuw-Frankrijk. Verschillende aanvallen werden afgeslagen, maar in 1759 viel de hoofdplaats Québec in het kader van de Zevenjarige Oorlog. Montréal capituleerde een jaar later, op 8 september 1760, toen gouverneur Pierre François de Vaudreuil zich overgaf aan het Britse leger, dat onder leiding van Jeffrey Amherst de vestiging in beslag nam.

### In Brits bezit
Het Verdrag van Parijs maakte in 1763 een einde aan de Zevenjarige Oorlog, en Nieuw Frankrijk hoorde vanaf toen bij het Verenigd Koninkrijk onder de naam Province of Québec. Een brand verwoestte op 18 mei 1765 een deel van de stad. Amerikaanse revolutionairen onder leiding van Richard Montgomery bezetten Montréal in 1775 in de hoop de bewoners over te halen zich aan te sluiten bij de opstand, maar zij werden een jaar later bij Québec verslagen en verlieten Montréal. Op dat moment was de snelle bevolkingsgroei van Montréal al begonnen, ook door het grote aantal Loyalisten, immigranten uit de jonge Verenigde Staten die trouw wilden blijven aan het Britse gezag, maar ook door Schotse avonturiers, aangetrokken door de bonthandel.
De oprichting in 1779 van de lokale North West Company, die de Britse Hudson's Bay Company moest beconcurreren, luidde de grote bloei van de bonthandel in. Rond 1820 begon de economie van Montréal zich om te vormen tot een handelseconomie. De Bank of Montreal (1817) en de Board of Trade werden opgericht; de Rue Saint-Jacques ontwikkelde zich tot het zakenkwartier van de stad. In 1825 werd het Kanaal van Lachine geopend, waardoor het voor schepen mogelijk werd om de tot dan toe onbevaarbare stroomversnellingen van Lachine te passeren. De haven van Montréal werd nu gemakkelijker bereikbaar en maakte een snelle groei door. Montréal was nu de hoofdstad Québec definitief voorbijgestreefd als de grootste plaats in de kolonie en als het voornaamste economische en financiële centrum.
Montréal werd in 1832 officieel een stad. In die tijd raakten de Engelstaligen in de meerderheid door een golf van vooral Ierse immigranten. De Engelstalige bovenlaag van de bevolking richtte in 1821 te Montréal een van de eerste Canadese universiteiten op, de McGill-universiteit en de rijkere handelsklassen bouwden grote huizen aan de voet van de Mont Royal. In 1851 werd in Montréal de eerste YMCA-jeugdherberg geopend.
Een grote opstand in 1837-1838 tegen het Britse gezag leidde tot een nieuwe inrichting van de kolonie, die nu de Provincie Canada ging heten, en waarvan Montréal in 1844 de hoofdstad werd. De regering verhuisde echter in 1849 naar Toronto nadat opstandelingen het parlementsgebouw in Montréal in de as hadden gelegd.

### Na de confederatie

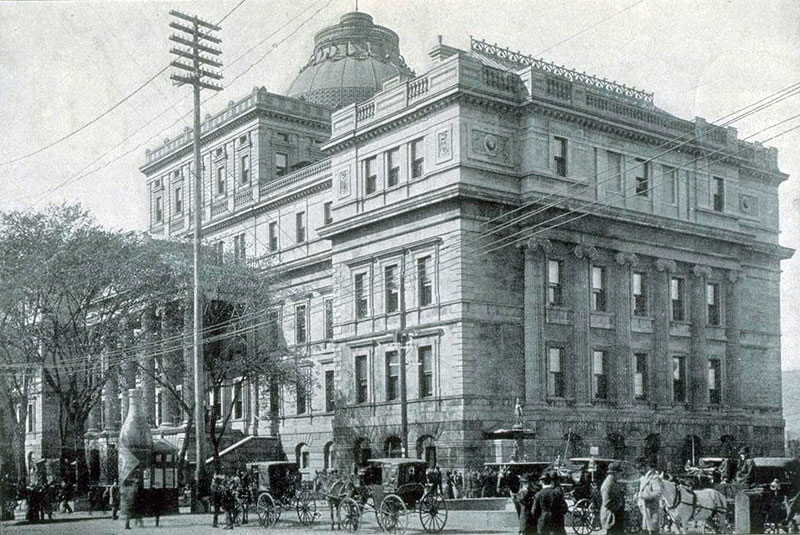
Paleis van Justitie (1880)

Ten tijde van de Canadese Confederatie in 1867 woonden er zo'n 100.000 mensen in Montréal. Het was toen veruit de grootste stad en het economische en culturele centrum van Canada. Montréal werd het centrale knooppunt van de spoorwegen, en de spoorwegmaatschappijen vestigden er hun hoofdkantoor. Vooral de sterke ontwikkeling van de financiële sector maakte Montréal tot een internationaal centrum; zo werd het hoofdkantoor van de Royal Bank of Canada in 1907 in Montréal gevestigd. Door immigratie vanuit de provincie werd Montréal rond 1865 weer een overheersend Franstalige stad. Daarnaast werden tussen 1883 en 1918 de nabijgelegen dorpen door de stad geannexeerd, waardoor Montréal in omvang toenam. De eerste paardentrammaatschappij was al in 1861 opgericht; in 1894 deed de elektrische tram zijn intrede in Montréal.
Na de Eerste Wereldoorlog kreeg de stad echter te maken met een hoge werkloosheid, die nog eens verergerde door de Grote Depressie van 1929. Pas rond 1935 begon de stad weer uit het economische dal te klimmen, en werd onder andere de bouw van een aantal nieuwe wolkenkrabbers gestart. Symbolisch was de voltooiing van de Sun Life Building, destijds het grootste gebouw in het Britse Rijk. Honderden rooms-katholieke kerken werden gebouwd om de groeiende bevolking te kunnen bedienen. Dit verklaart ook twee bekende bijnamen van Montréal: “Stad van de heiligen” en “Stad van de honderd klokkentorens”. Naarmate het zwaartepunt van Canada meer naar het westen verschoof kreeg Montréal echter hoe langer hoe meer concurrentie van Toronto, waar vanaf 1934 al de grootste aandelenhandel van Canada plaatsvond.

### Na de Tweede Wereldoorlog

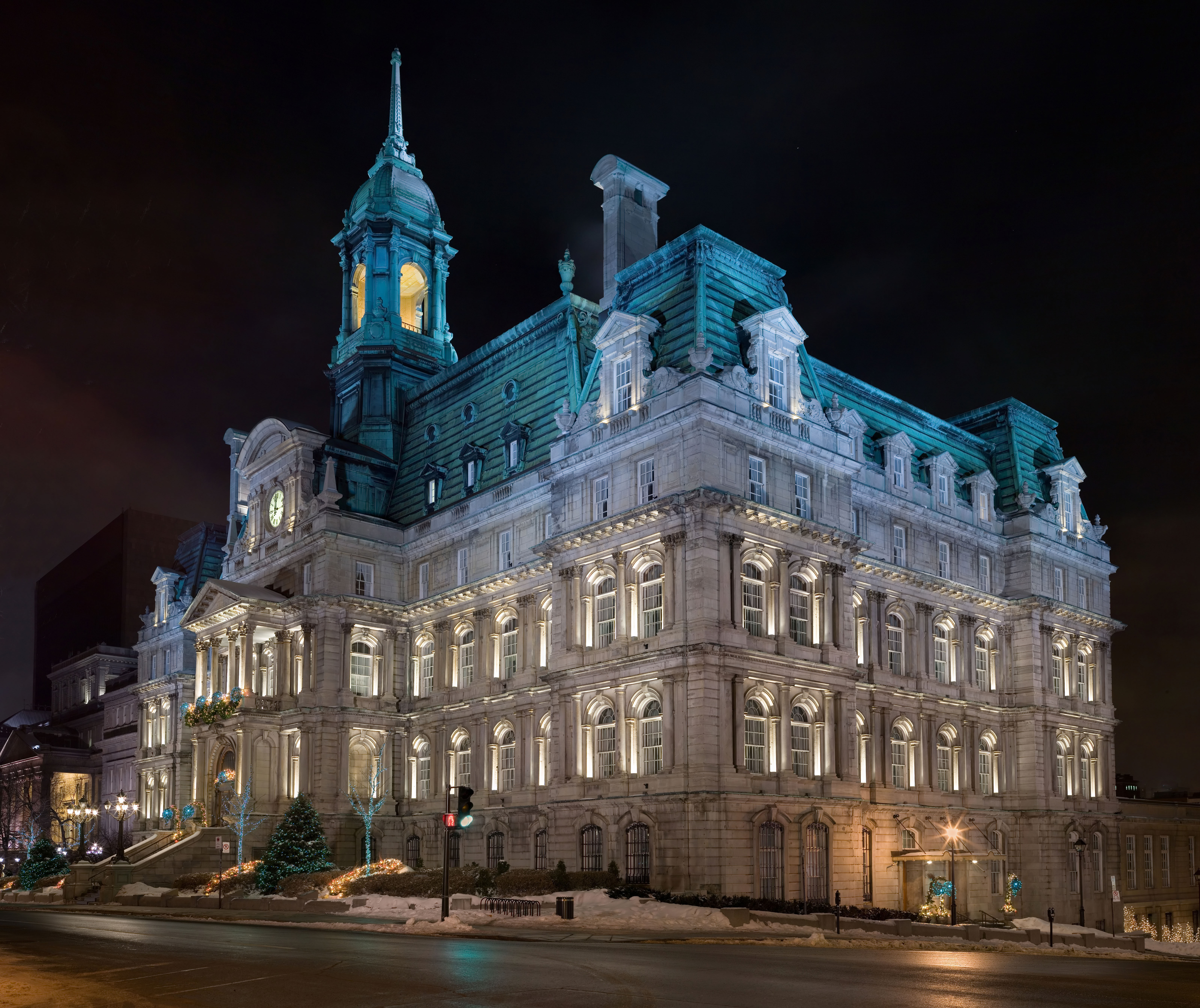
Stadhuis (Hôtel de Ville)

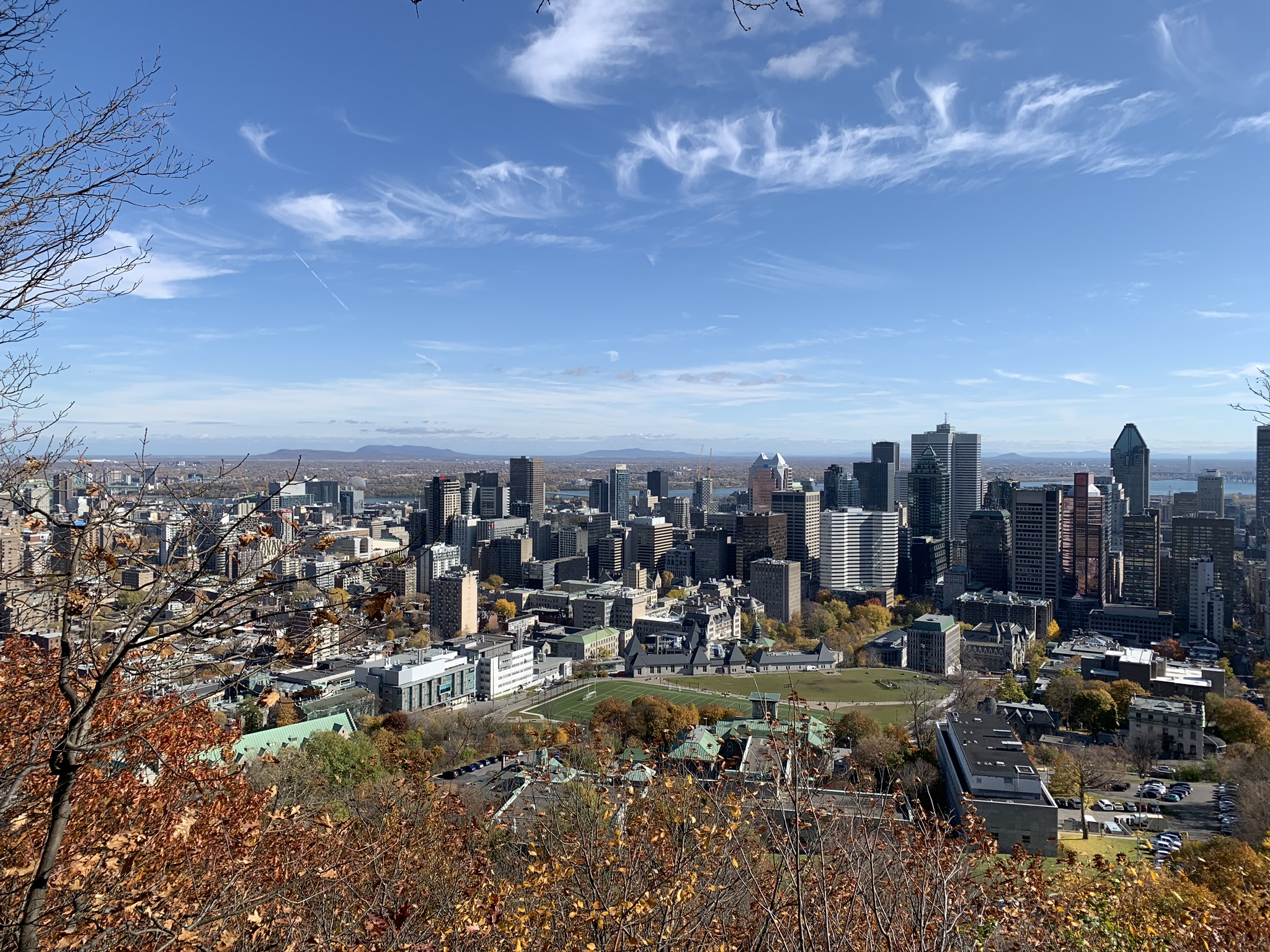
Zicht op het stadscentrum (2019) vanuit Mont Royal

In het begin van de jaren vijftig van de twintigste eeuw overschreed het inwonertal van Montréal het miljoen. Nieuwe plannen voor uitbreiding en modernisering werden gemaakt; het ging onder andere om een metrosysteem, een uitbreiding van de haven en de aanleg van een "ondergrondse stad". Tijdens deze periode werden nieuwe gebouwen bovenop al bestaande gebouwen geconstrueerd. Deze techniek werd onder meer toegepast bij de bouw van het drieënveertig verdiepingen tellende Place Ville-Marie en de zevenenveertig verdiepingen hoge Tour de la Bourse (Beurstoren).
In de jaren zestig vond in de provincie Québec "La révolution tranquille" ("De Stille revolutie") plaats. Die leidde tot een groter zelfbewustzijn van de Franstaligen, die tot dat moment economisch altijd ondergeschikt waren geweest aan de Engelstaligen. Het zelfbewustzijn werd uitgestraald door de flamboyante burgemeester Jean Drapeau, die de Wereldtentoonstelling van 1967 en de Olympische Spelen van 1976 naar de stad wist te halen. Het imago van Montréal als internationale metropool werd hierdoor versterkt.
Het streven van de provincie naar meer zelfstandigheid had echter een keerzijde. Veel Engelstaligen voelden zich steeds minder thuis in de provincie. Vooral na de oliecrisis in 1973 en na het instellen van het Frans als enige officiële taal in 1977 trokken zij naar andere delen van Canada. Veel internationale ondernemingen verplaatsten hun hoofdkantoor naar Toronto, dat binnen enkele jaren de leidende economische positie van Montréal definitief overnam en Montréal ook in bevolkingsaantal snel voorbijstreefde.
De economie van Montréal is sindsdien door een diep dal gegaan; gedurende de jaren tachtig en negentig kwam de werkgelegenheid maar langzaam op gang in vergelijking met andere Canadese steden. Pas halverwege de jaren negentig stabiliseerde de economie van Montréal zich en nieuwe bedrijven en instellingen vestigden zich in de stad. Door deze gunstige economische situatie kon de infrastructuur sterk verbeterd worden. Het metronetwerk werd uitgebreid, nieuwe wolkenkrabbers verrezen en er werd begonnen aan een nieuwe ringweg.
Montréal fuseerde op 1 januari 2002 met de zevenentwintig omringende gemeenten op het Eiland van Montréal. Als gevolg hiervan ontstond er een verenigd Montréal dat het gehele eiland besloeg. Dit viel niet goed bij de bevolking van sommige voormalige gemeenten en na een aantal referenda werd de samenvoeging op 1 januari 2006 gedeeltelijk ongedaan gemaakt. Sindsdien liggen er vijftien gemeenten op het eiland. Een van de voormalige gemeenten is Verdun.

## Geografie

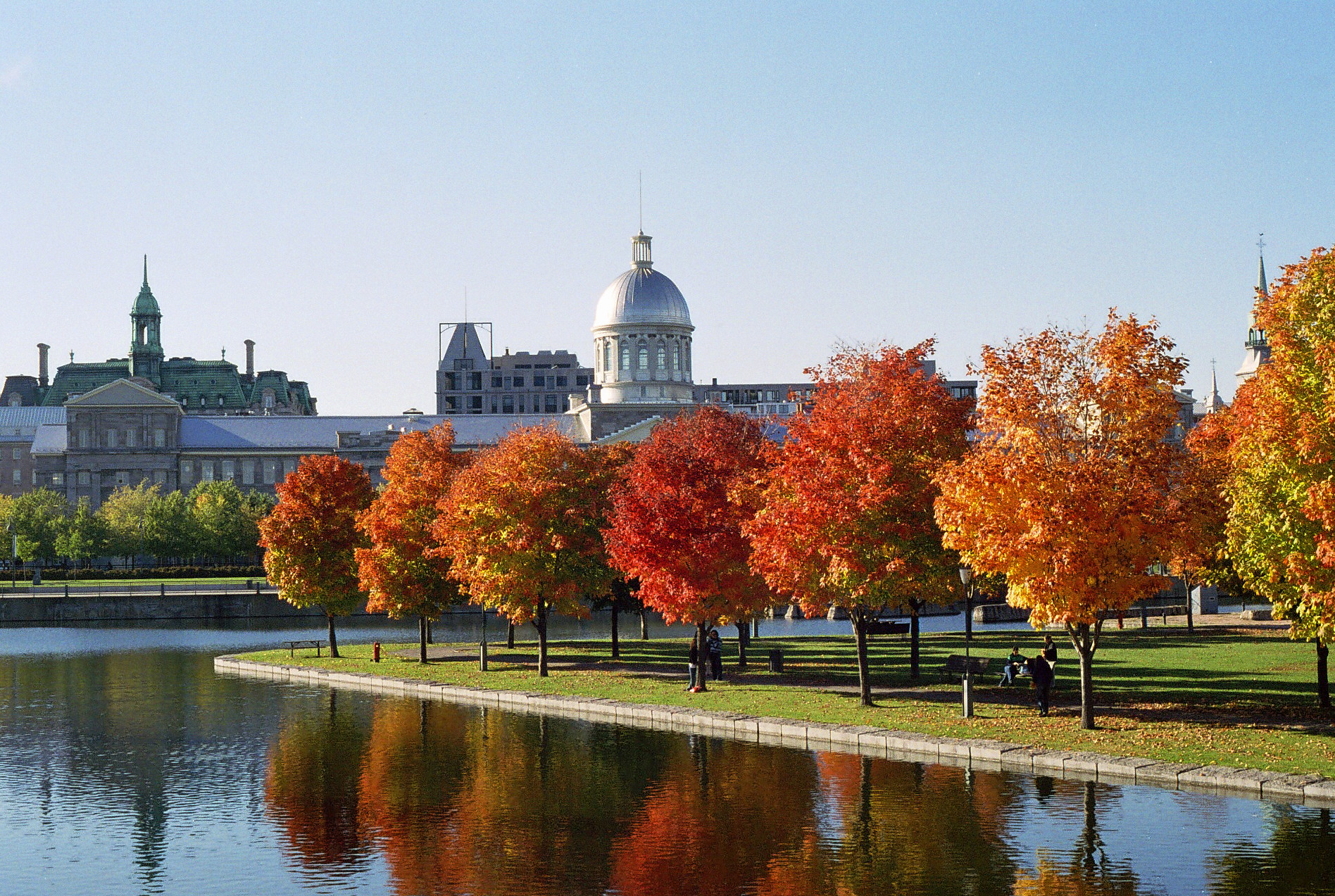
Parc du Bassin Bonsecours

### Overzicht
Montréal ligt in het zuidwesten van de provincie Québec, ongeveer 250 kilometer ten zuidwesten van de stad Québec en 190 kilometer ten oosten van Ottawa, de Canadese hoofdstad. Montréal ligt 539 kilometer ten noordoosten van Toronto, 610 kilometer ten noorden van New York en 510 kilometer ten noordwesten van Boston.
De stad ligt op het Eiland van Montréal, een van de eilanden bij de samenvloeiing van de Saint Lawrence en de Ottawa die samen de Hochelaga-archipel vormen. Het eiland is ongeveer 50 kilometer lang en 17 kilometer breed. De Saint Lawrence stroomt langs de zuidkant ervan. Aan de noordkant grenst het eiland aan de Rivière des Prairies. Ten noorden van die rivier ligt een tweede grote eiland, het Jésuseiland, waarop de voorstad Laval ligt. Dat eiland wordt van het vasteland gescheiden door de Rivière des Mille Îles. Op het Eiland van Montréal ligt de Mont Royal, een heuvel van 228 meter hoogte, gevormd tijdens het Krijt. De haven van Montréal ligt aan de Saint Lawrence Seaway, de gekanaliseerde vaarweg die van de Grote Meren naar de Atlantische Oceaan loopt.

### Klimaat
Montréal ligt op een punt waar verscheidene klimaatzones elkaar snijden, waardoor het een zeer veranderlijk klimaat heeft. De stad krijgt jaarlijks relatief veel neerslag, inclusief 2,18 meter sneeuw. Er valt gemiddeld meer sneeuw in Montréal dan in Moskou. Bovendien valt er in Montréal jaarlijks 897 millimeter regen. De zomer is statistisch gezien het natste seizoen, maar ook het zonnigste.
De koudste maand van het jaar is januari, met een gemiddelde temperatuur van −10,4 graden Celsius, en een gemiddelde minimumtemperatuur van −15.1 graden. De gevoelstemperatuur kan echter nog veel lager worden door de kille wind die typerend is voor de stad. De warmste maand is juli met een gemiddelde maximumtemperatuur van 26,7 graden. De laagste temperatuur ooit gemeten in Montréal is −42 en de hoogste is 37,6 graden. De zomers zijn meestal behoorlijk vochtig, en sneeuw in de lente en de herfst is geen ongebruikelijk verschijnsel.
| Maand                            | jan   | feb   | mrt  | apr  | mei  | jun  | jul  | aug  | sep  | okt  | nov  | dec   | Jaar |
| -------------------------------- | ----- | ----- | ---- | ---- | ---- | ---- | ---- | ---- | ---- | ---- | ---- | ----- | ---- |
| Gemiddeld maximum (°C)           | −5,0  | −3,4  | 2,4  | 11,1 | 19,0 | 24,2 | 26,7 | 25,2 | 20,2 | 13,5 | 5,6  | −3,4  | 11,4 |
| Gemiddeld minimum (°C)           | −15,1 | −13,8 | −7,3 | 0,3  | 6,8  | 12,3 | 15,1 | 13,6 | 9,0  | 3,4  | −2,0 | −11,1 | 0,9  |
|                                  |       |       |      |      |      |      |      |      |      |      |      |       |      |
| Neerslag (mm)                    | 70    | 64    | 72   | 73   | 72   | 86   | 89   | 97   | 88   | 76   | 91   | 92    | 80,8 |
| Bron: Weer Montréal - Worldmeteo |       |       |      |      |      |      |      |      |      |      |      |       |      |

## Bestuurlijke indeling
Op het Eiland van Montréal liggen vijftien gemeenten, waarvan Montréal verreweg het grootst is. De stad Montréal zelf is verdeeld in negentien arrondissementen. Op de kaart hieronder is de bestuurlijke indeling van het eiland te zien. De arrondissementen zijn:
- Ahuntsic-Cartierville
- Anjou
- Côte-des-Neiges–Notre-Dame-de-Grâce
- Lachine
- LaSalle
- Le Plateau-Mont-Royal
- Le Sud-Ouest
- L'Île-Bizard–Sainte-Geneviève
- Mercier–Hochelaga-Maisonneuve
- Montréal-Nord
- Outremont
- Pierrefonds-Roxboro
- Rivière-des-Prairies–Pointe-aux-Trembles
- Rosemont–La Petite-Patrie
- Saint-Laurent
- Saint-Léonard
- Verdun
- Ville-Marie
- Villeray–Saint-Michel–Parc-Extension

Samen met een groot aantal andere gemeenten vormt Montréal de Communauté métropolitaine de Montréal, een officieel orgaan dat de agglomeratie bestuurt. De Communauté métropolitaine heeft een oppervlakte van 3838 km² en een bevolking van 3.493.485 inwoners in 2004. Het stedelijk gebied van Montréal dat als planologisch begrip gehanteerd wordt is nog iets groter (zie hierna onder het kopje Bevolking).

## Demografie
| Jaar | Inwoners |
| ---- | -------- |
| 1801 | 9000     |
| 1811 | 13 300   |
| 1821 | 18 767   |
| 1831 | 27 297   |
| 1841 | 40 356   |
| 1851 | 57 715   |
| 1861 | 90 323   |
| 1871 | 107 225  |
| 1881 | 140 747  |
| 1891 | 216 650  |
| 1901 | 267 730  |

| Jaar | Inwoners  |
| ---- | --------- |
| 1911 | 467 986   |
| 1921 | 618 506   |
| 1931 | 818 577   |
| 1941 | 903 007   |
| 1951 | 1 036 542 |
| 1961 | 1 257 537 |
| 1971 | 1 214 532 |
| 1981 | 1 018 609 |
| 1991 | 1 017 666 |
| 2001 | 1 812 723 |
| 2006 | 1 580 494 |

| Etnische afkomst | Bevolkings- aantal | %     |
| ---------------- | ------------------ | ----- |
| Canadees         | 1.885.085          | 55,76 |
| Frans            | 900.485            | 26,63 |
| Italiaans        | 224.460            | 6,63  |
| Iers             | 161.235            | 4,76  |
| Engels           | 134.115            | 3,96  |
| Schots           | 94.705             | 2,80  |
| Joods            | 80.390             | 2,37  |
| Haïtiaans        | 69.945             | 2,06  |
| Grieks           | 55.865             | 1,65  |
| Duits            | 53.850             | 1,59  |

### Inwoneraantal
In 1701 had Montréal 1200 inwoners, in 1789 waren het er 5500. Daarna ontwikkelde de bevolking zich zoals aangegeven in de tabel hiernaast.
In de agglomeratie van Montréal woonden in 2005 officieel 3.720.000 mensen op 4047 km²; dit is bijna de helft van alle inwoners van de provincie Québec. De voornaamste voorsteden zijn Laval (370.368 inwoners) op een eiland ten noorden van Montréal, Longueuil (232.005) op de zuidelijke oever van de Saint Lawrence, Terrebonne (93.097), Saint-Jean-sur-Richelieu (86.795) en Repentigny (76.458). Het inwonersaantal van de agglomeratie stijgt jaarlijks met ruim één procent. Montréal groeit daarmee langzamer dan de andere grote Canadese steden.

### Etnische minderheden
Ongeveer 14 procent van de bevolking maakt deel uit van een etnische minderheid. Naar schatting hebben zo’n 100.000 van hen (4,2 procent) een zwarte huidskleur. Andere niet-Canadese bevolkingsgroepen zoals Zuid-Amerikanen, Zuid-Aziaten en Chinezen maken ook een groot deel uit van de samenleving in Montréal.

### Village gai
Montréal heeft een omvangrijke homobuurt, de Village gai of de Gay Village (onder de bewoners vaak simpelweg de Village genoemd). Het centrum van deze buurt ligt rondom de Rue Sainte-Catherine tussen de metrostations Berri-UQAM en Papineau. Met name in de jaren negentig werd de wijk steeds populairder onder homo’s en lesbiennes. Inmiddels is de village gai uitgegroeid tot een van de grootste homobuurten ter wereld. Op 29 juli 2006 werden in deze wijk de “Outgames Mondiaux”, oftewel de “Wereld Outspelen” gehouden, waar 12 000 deelnemers aan meededen en 250 000 bezoekers op af kwamen.

### Religie
Montréal is de zetel van een rooms-katholiek aartsbisschop en een anglicaans bisschop. De stad is overwegend rooms-katholiek (74,5%). De bevolking van Montréal associeert het katholieke geloof met hun Franse, Italiaanse en Ierse cultureel erfgoed. 7,02% van de bevolking is protestants (voornamelijk anglicaans) en 3,03% oosters-orthodox (vooral inwoners van Griekse afkomst).
Door de grote groep immigranten van niet-Europese afkomst, zijn er ook andere dan christelijke religies aanwezig. De islam is de grootste niet-christelijke godsdienst met zo’n 100.000 gelovigen, de op een na grootste concentratie van gelovigen in Canada. De joodse gemeenschap van Montréal bestaat uit ongeveer 90.000 personen, geconcentreerd in enkele buurten.
In Montréal zijn boeddhistische tempels te vinden: drie Chinese, zeven Vietnamese, een Japanse, twee Laotiaanse, een Cambodjaanse en vele Tibetaanse.

### Talen
Doordat de bevolking van Montréal divers is, worden er veel verschillende talen gesproken. In 2001 sprak 67,29 procent van de bevolking Frans als moedertaal, gevolgd door 12,07 procent Engelssprekenden. De overige 20,64 procent spreekt vooral andere Europese talen zoals Italiaans (zo'n 100.000 mensen), Spaans, Grieks en Portugees. Ook Arabisch, Chinees en Vietnamees zijn in de stad vertegenwoordigd. Het grootste deel van de bevolking van Montréal is zowel het Frans als het Engels machtig. De Engelstaligen wonen overwegend op de westelijke helft van het Eiland van Montréal, terwijl het oosten van oudsher Franstalig is.

## Cultuur

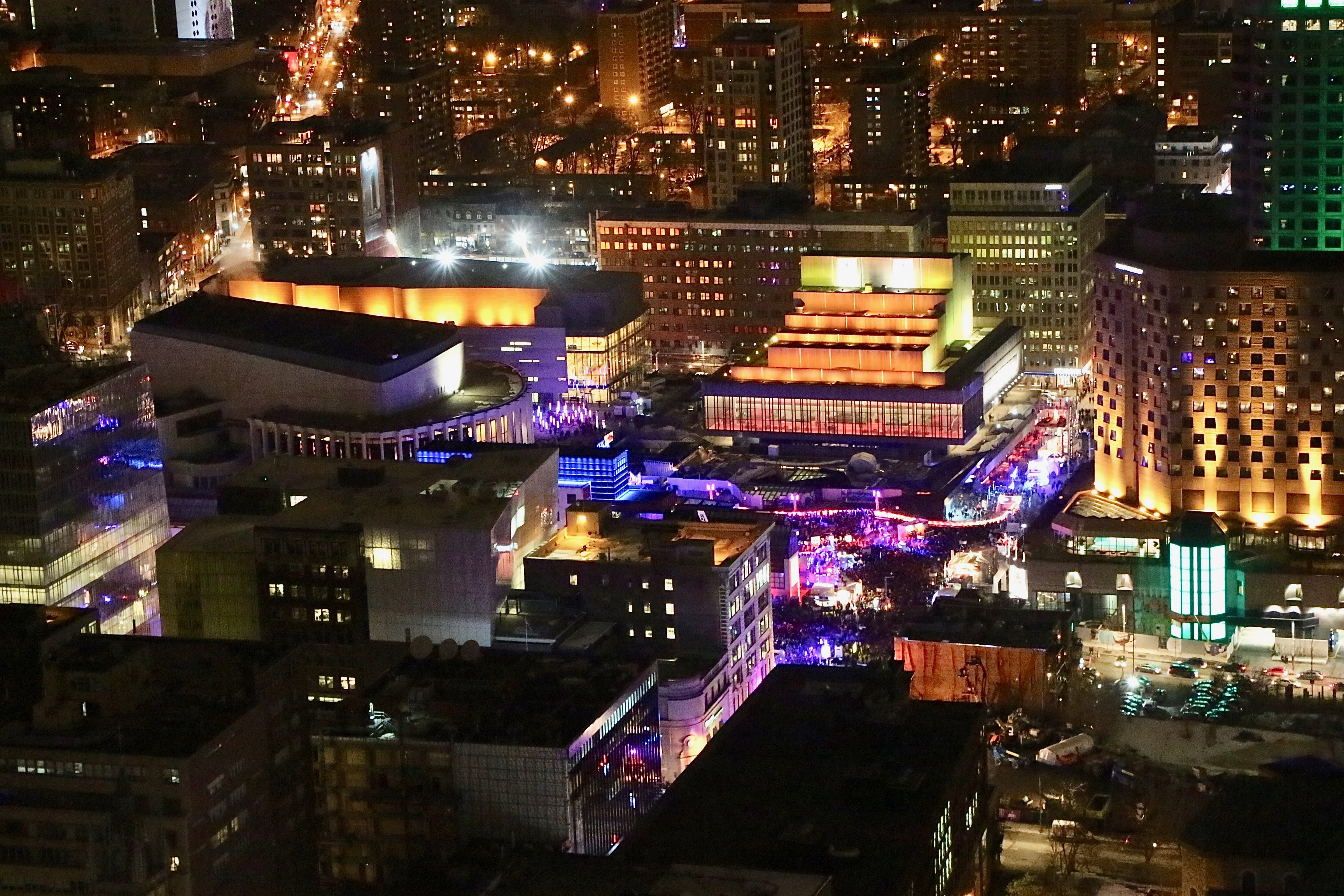
Place des Arts

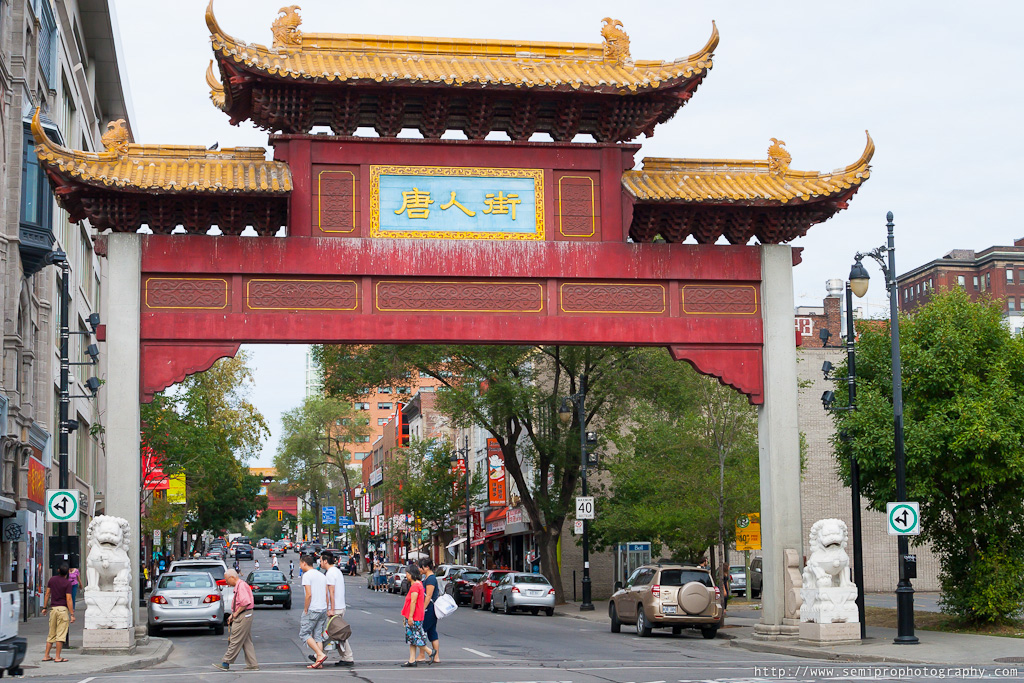
Ingang van Montréal Chinatown

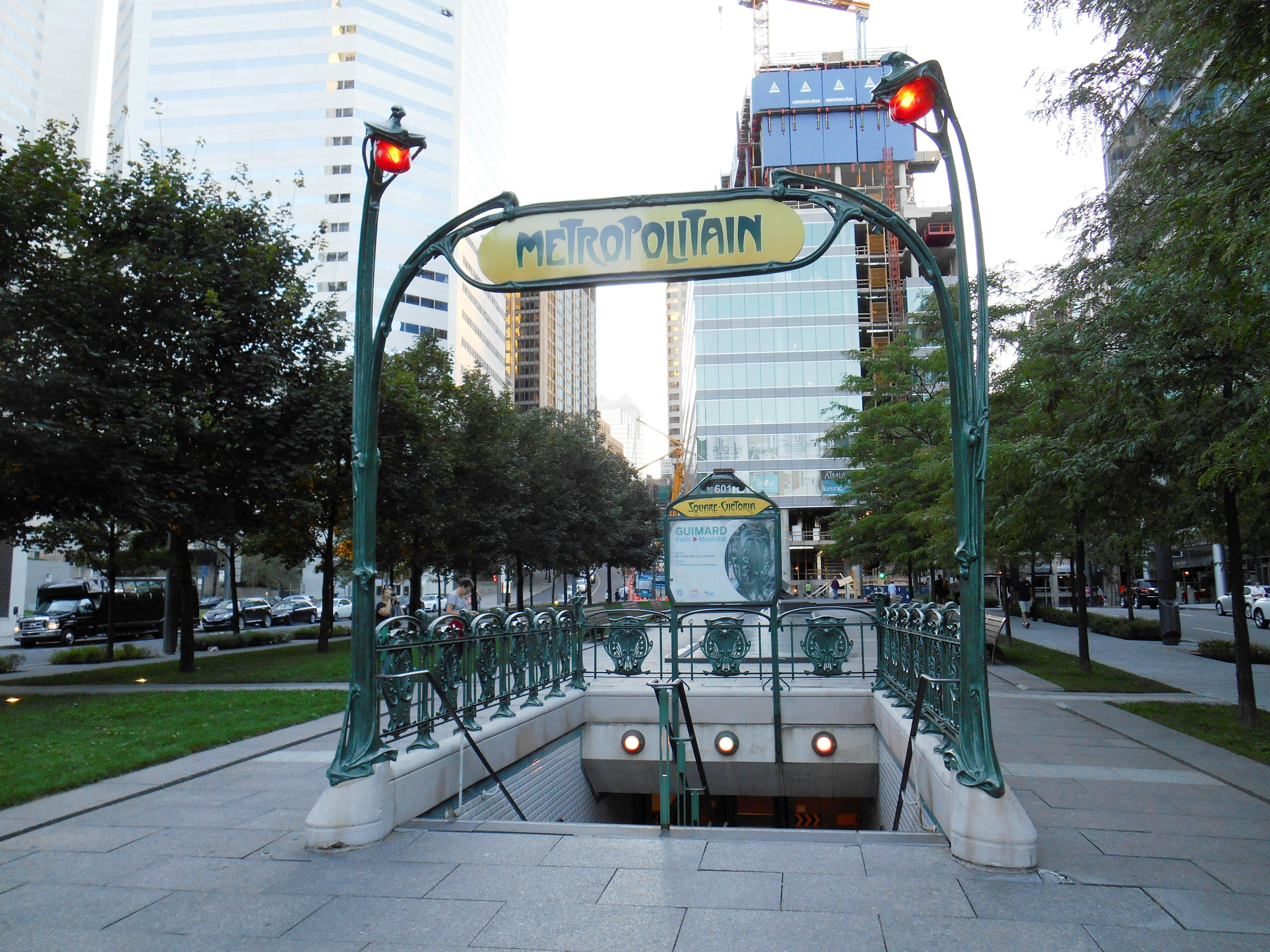
Metro-ingang op Victoria Square

Montréal is het culturele centrum van Québec en eigenlijk van heel Franstalig Noord-Amerika. De stad is het hoofdkwartier voor de Franstalige media, met radio- en tv-stations (Radio-Canada, Télé-Québec, TQS en TVA), film, multimedia en gedrukte pers. De Franstalige kranten zijn La Presse, Le Devoir en het boulevardblad Le Journal de Montréal. In 2005 werd de Grande Bibliothèque du Québec geopend, met circa vier miljoen documenten waarvan 1,2 miljoen boeken, die onder meer dienstdoet als nationale bibliotheek voor de provincie Québec.
Het theater van Montréal wordt gedomineerd door Franstalige producties. De bekendste theaters zijn het Théâtre Saint-Denis, het Théâtre du Rideau Vert en het Théâtre du Nouveau Monde. Franstalige films (uit Québec) worden ook sterk gepromoot, ook al zijn de grote Hollywoodproducties duidelijk de marktleider. Internationaal bekende cineasten zijn Claude Jutra en Denys Arcand. In Montréal worden diverse filmfestivals gehouden, waaronder "Les Rendez-vous du cinéma québécois", " Le Festival du nouveau cinéma", "RIDM - Montreal International Documentary Festival", "Montreal International Black Film Festival" en het prestigieuze internationale Festival des films du monde.
Montréal is ook de culturele hoofdstad voor Engelstalig Québec. Het dagblad Montreal Gazette, de McGill-universiteit en het Centaur Theatre zijn de pijlers onder de Engelstalige cultuur in Montréal.
Het belangrijkste culturele centrum van de stad is het Places-des-Arts. In dit theater- en concertgebouwcomplex uit de jaren zestig zijn onder andere het wereldberoemde symfonieorkest Orchestre Symphonique de Montréal met chef-dirigent Kent Nagano en de balletgroep Grand Ballets Canadiens regelmatig te zien en te horen. Ook staan hier de Opéra de Montréal, en het Musée d’Art Contemporain de Montréal (Museum voor moderne kunst), opgericht in 1964.
Andere gezelschappen in de stad zijn de orkesten Orchestre Métropolitain de Montréal, het Orchestre de chambre McGill, I Musici de Montréal en de dansgroep La La La Human Steps. Het bekendste van al deze instituten is ongetwijfeld het Cirque du Soleil.
Het Musée des beaux-arts de Montréal is een van de voornaamste kunstmusea van Canada, gesticht in 1860. Het bezit een gevarieerde collectie met een nadruk op Canadese kunstenaars van Cornelius Krieghoff tot Paul-Émile Borduas en Jean-Paul Riopelle, en trekt ongeveer 500.000 bezoekers per jaar. Sinds 2000 is ook het voormalige Musée des Arts décoratifs (toegepaste kunst) erin ondergebracht. Andere bekende musea zijn, naast het al genoemde museum voor moderne kunst, het Musée McCord d'histoire canadienne, gewijd aan de Canadese geschiedenis en volkscultuur, en het Centre Canadien d'Architecture.
Er is een levendige popmuziekscene, vooral actief in het Quartier Latin. De contacten tussen de verschillende gemeenschappen in Montréal levert vaak verrassende resultaten op. Een van de meest succesvolle bands is Arcade Fire; verder zijn Cœur de pirate, Grimes, Simple Plan en de post-rockbands Godspeed You! Black Emperor, A Silver Mt. Zion Set Fire To Flames en Bell Orchestre te noemen. De muziekscene heeft in het verleden musici als Oscar Peterson, Leonard Cohen, Mylène Farmer en Céline Dion voortgebracht.
In de zomer worden er verschillende festivals en culturele evenementen georganiseerd waaronder het Festival International de Jazz de Montréal, de Francofolies (uitsluitend Franstalige muziek) en het Festival Juste Pour Rire. Het nachtleven van Montréal is zeer dynamisch, de belangrijkste wijken met bars en clubs vindt men rondom Rue Crescent en Rue Sainte-Catherine in de binnenstad, in het Quartier Latin aan de Rue Saint-Denis, aan Boulevard Saint-Laurent en rondom Avenue du Mont-Royal op het Plateau-Mont-Royal.

### Sport
Montréal was in 1976 gastheer voor de Olympische Spelen, nadat het de organisatie van 1972 had misgelopen. De populairste sport in Montréal is ijshockey. De Canadiens de Montréal (officiële naam Le Club de Hockey Canadien) maken deel uit van de NHL-competitie en hebben al vierentwintig keer de Stanley Cup gewonnen, de meest prestigieuze ijshockeybeker van Noord-Amerika. Zij spelen thuis in het Centre Bell.
De Alouettes de Montréal maken deel uit van de Canadian Football League en spelen in het Stade Percival-Molson. Ook wordt in Montréal elk jaar een Grand Prix Formule 1 georganiseerd, op het Circuit Gilles Villeneuve. Het MLS-voetbalteam van Montréal heet CF Montréal. In 2005 ontving Montréal de wereldkampioenschappen zwemmen en in 2006 het wereldkampioenschap shorttrack voor landenteams.
In 1974 werden in Montréal de wereldkampioenschappen wielrennen georganiseerd. De Belg Eddy Merckx won er de wegwedstrijd voor beroepsrenners. Ook is er een eendaagse wielerwedstrijd op World Tourniveau, namelijk de Grote Prijs van Montréal. Daarnaast vonden er in 1899 en 1974 de Wereldkampioenschappen baanwielrennen plaats op de wielerbaan van CEPSUM, een sportcomplex in Montréal.
Het prestigieuze tennistoernooi van Montréal/Toronto wordt in Montréal gespeeld. In de even kalenderjaren spelen de vrouwen in Montréal en in de oneven jaren de heren. Wanneer de vrouwen in Montréal spelen, spelen de mannen in Toronto en andersom. Er wordt getennist op hardcourt.
In 1987, 2002, 2014 en 2018 werd het WK shorttrack in Montréal georganiseerd. In geen enkele andere stad werd het WK shorttrack vier keer georganiseerd.

## Economie

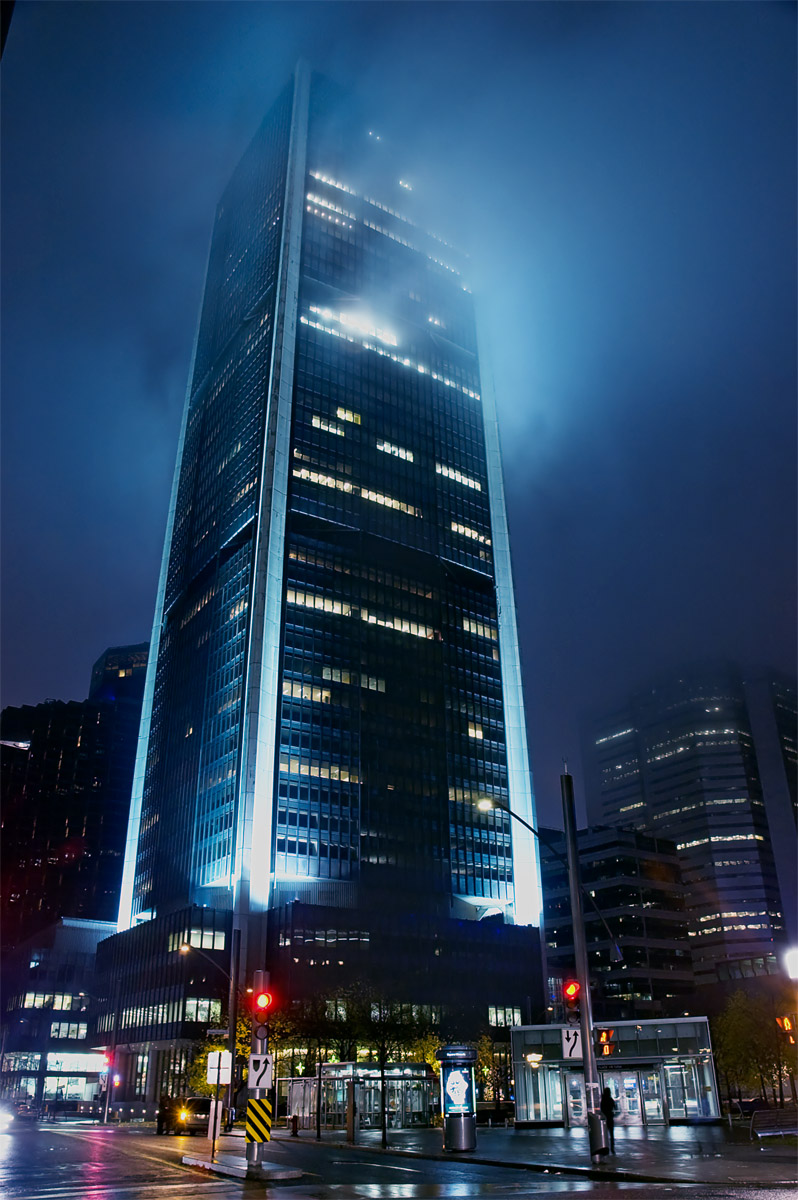
De beurstoren van Montréal

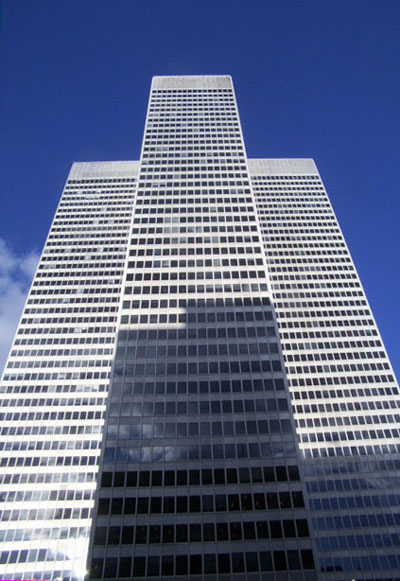
Place Ville-Marie

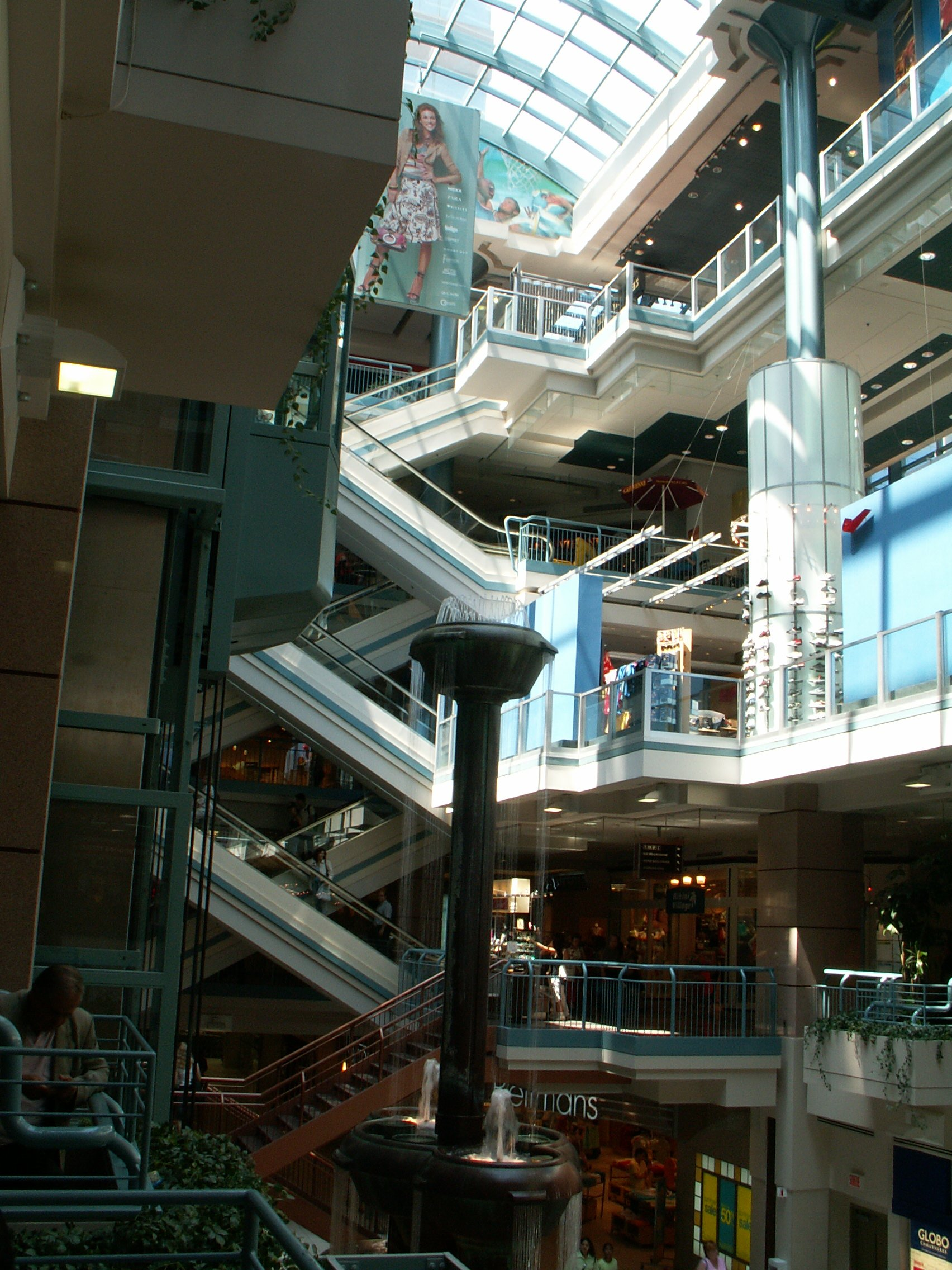
De Place Montréal Trust maakt deel uit van Montréals ondergrondse stad.

Montréal is een centrum voor handel, industrie, cultuur, financiën en internationale betrekkingen. Voordat de Saint Lawrence Seaway werd aangelegd, die Montréal met de Grote Meren verbindt, bezat Montréal een van de havens in Noord-Amerika die het verst van de Atlantische kust aflagen. Hierdoor fungeerde de haven als de belangrijkste graan- en grondstoffenhaven in Noord-Amerika. De haven van Montréal is een handelscentrum voor graan, suiker en petroleum, machines en consumptiegoederen. De stad vormt ook nog steeds een knooppunt in het Canadese spoorwegnetwerk. Canadian National heeft in Montréal haar hoofdkantoor. Ook zijn er de hoofdkantoren gevestigd van het Agence spatiale canadienne (Canadian Space Agency, in de voorstad Longueuil), de International Civil Aviation Organization (een afdeling van de Verenigde Naties) en het Anti-Dopingsagentschap WADA (een olympisch orgaan) en de International Air Transport Association.
Montréal is ook een centrum voor film- en televisieproductie, voornamelijk voor Franstalige producties. Het hoofdkantoor en vijf studio's van het Office national du film du Canada (National Film Board of Canada) staan in de stad, en ook die van Telefilm Canada.

## Centre-ville (Downtown)
Het centrum van Montréal ligt aan de voet van Mont Royal en het bijbehorende stadspark, en strekt zich uit tot aan de Saint Lawrence. Dit gebied komt overeen met het arrondissement Ville-Marie. Het zakencentrum staat volgebouwd met wolkenkrabbers, die volgens de plaatselijke wet nooit hoger mogen zijn dan Mont Royal (228 meter). Elders in de stad zijn nog veel karakteristieke huizen uit het Victoriaanse tijdperk bewaard gebleven. Aan de voet van de heuvel bevindt zich de campus van de McGill-universiteit met deels fraaie negentiende-eeuwse gebouwen.
De centrale straat in het centrum is Rue Sainte-Cathérine, de drukste winkelstraat van Canada. Andere grote straten zijn Sherbrooke, Saint-Denis, Crescent en Maisonneuve. Montréal staat bekend om het contrast in haar stadsbeeld tussen oude en nieuwe architectuur. Twee van de meest prominente wolkenkrabbers van de stad staan bijvoorbeeld pal naast de twee kathedralen van de stad.
De Anglicaanse kathedraal, de Christ Church Cathedral aan de Rue Sainte-Catherine, werd in 1859 gebouwd in neogotische stijl. De rooms-katholieke kathedraal, de Basilique-cathédrale Marie-Reine-du-Monde aan de Boulevard René-Levesque, is geïnspireerd op de Sint-Pietersbasiliek in Rome en gebouwd van 1870 tot 1894.
Het gebouw van verzekeringsmaatschappij Sun Life aan Dorchester Square uit 1913-1931 was ooit het grootste gebouw van het Britse Rijk (zie ook de Banque Royale du Canada in Vieux-Montréal). De Tour de la Bourse uit 1964, waarin zich de beurs van Montréal bevindt, is een kenmerkende wolkenkrabber van de stad. Montréal bezat de eerste beurs van Canada.
Aan de Place Ville-Marie staat een opvallend kruisvormig kantoorgebouw van de Banque Royale, dat in 1962 is gebouwd door architect I.M. Pei. Het gebouw staat boven op een ondergronds winkelcentrum, het hart van Montréals “ondergrondse stad”.
De tien hoogste wolkenkrabbers van Montréal zijn:
| Nr. | Naam                       | Hoogte                     | Voltooid |
| --- | -------------------------- | -------------------------- | -------- |
| 1   | 1250 René-Lévesque         | 230 m (199 m zonder spits) | 1992     |
| 2   | 1000 de La Gauchetière     | 205 m                      | 1992     |
| 3   | Tour de la Bourse          | 190 m                      | 1964     |
| 4   | Place Ville-Marie          | 188 m                      | 1962     |
| 5   | Tour CIBC                  | 187 m                      | 1962     |
| 6   | 1501 McGill College        | 158 m                      | 1992     |
| 7   | Complexe Desjardins        | 152 m                      | 1976     |
| 8   | Tour KPMG                  | 146 m                      | 1987     |
| 9   | Tour Telus                 | 140 m                      | 1962     |
| 10  | Marriott Château Champlain | 133 m                      | 1967     |

### Ondergrondse stad
De "ondergrondse stad" van Montréal (Frans: La ville souterraine, Engels: Underground City) is een enorm complex van ondergrondse hallen en tunnels onder het centrum, die met elkaar verbonden zijn. Het staat in Montréal ook wel bekend als de “ville intérieure”. In de ondergrondse stad bevinden zich zo’n 1600 winkels, banken, faculteiten, hotels, restaurants, bioscopen, musea en kantoren. Bovendien bevat het complex zeven metrostations, twee treinstations, een busterminal en een hockey-arena. Er zijn meer dan 120 in- en uitgangen, en de ondergrondse stad wordt dagelijks gebruikt door zo’n 500.000 mensen, vooral om het verkeer en de strenge winters te ontwijken. Vanwege deze ondergrondse stad noemt men Montréal soms “twee steden in een”.

### Vieux-Montréal

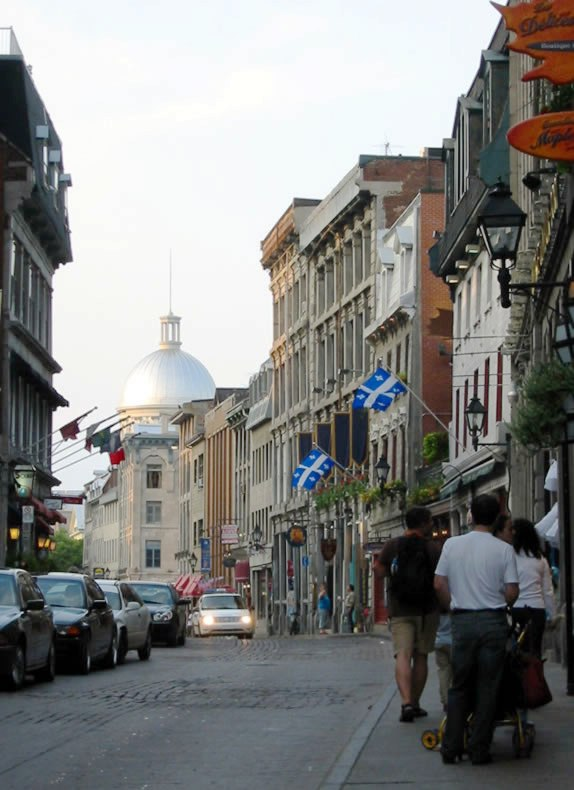
Een typische straat in Oud-Montréal

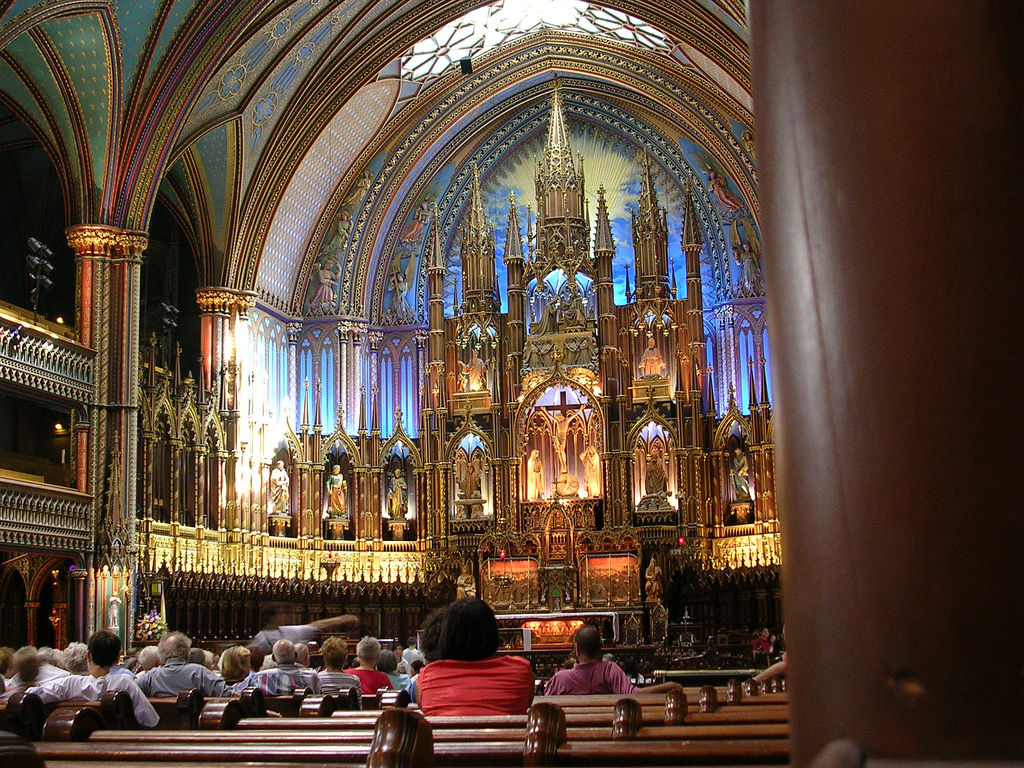
Interieur van de Notre-Dame

Ten zuidoosten van het zakencentrum ligt Vieux-Montréal, oftewel Oud-Montréal. Het grootste deel van deze oude kern is door de jaren heen behouden gebleven of gerestaureerd. Dat de historische stad behouden bleef is te danken aan het feit dat het zakencentrum in de twintigste eeuw naar het noorden verschoof, terwijl anderzijds ook de haven verplaatst werd. Zodoende bleef dit deel van de stad achter als historisch gebied.
Vieux-Montréal is een zone met vele attracties, waaronder natuurlijk de oude haven, maar ook een aantal historische gebouwen, deels gelegen aan de hoofdpleinen: de Place Jacques-Cartier, de Place d’Armes en de Place d'Youville.
Aan het eerstgenoemde plein staat het stadhuis (Hôtel de Ville) uit circa 1870, gebouwd in Second Empire-stijl. Vanaf het balkon deed de Franse president Charles de Gaulle in 1967 zijn beroemde uitspraak 'Vive le Québec libre!' Naast het stadhuis staat het Château Ramezay, een herenhuis uit de 18e eeuw. Vlakbij bevindt zich de Marché Bonsecours, een overdekt marktgebouw uit 1845 met een opvallende koepel, en de fraaie Chapelle Notre-Dame-de-Bonsecours, de kapel van de zeelieden die deels nog uit de 18e eeuw stamt.
Aan het Place d'Armes staat de Basilique Notre-Dame, de beroemdste kerk van Montréal, gebouwd in 1824-1829 in neogotische stijl door architect James O'Donnell. Het rijke interieur is in 1872-1880 aangebracht door Victor Bourgeau. Aan het plein staan verder het voormalige seminarie Saint-Sulpice uit 1695 (het oudste gebouw van Montréal), het gebouw van de New York Life Insurance uit 1889 (de eerste wolkenkrabber in Montréal met zijn acht verdiepingen) en de Banque de Montréal met een enorme neoclassicistische gevel uit 1847.
Aan het Place d'Youville staat onder meer het imposante douanekantoor uit 1912-1936 en de oude kloostergebouwen van de Soeurs Grises. Het aangrenzende veldje met de naam Pointe-à-Callière is de plaats waar Montréal gesticht werd. Een archeologisch centrum herinnert daaraan.
In de straten van Vieux-Montréal, zoals de Rue Notre-Dame, de Rue Saint-Jacques en de Rue Saint-Paul staan nog verschillende andere interessante gebouwen. Het Maison Papineau en het Maison du Calvet zijn twee 18e-eeuwse woonhuizen. De Banque Royale du Canada aan de Rue Saint-Jacques was na de bouw in 1924 met zijn 119 meter het hoogste kantoorgebouw in het Britse Rijk.

## Attracties buiten het centrum

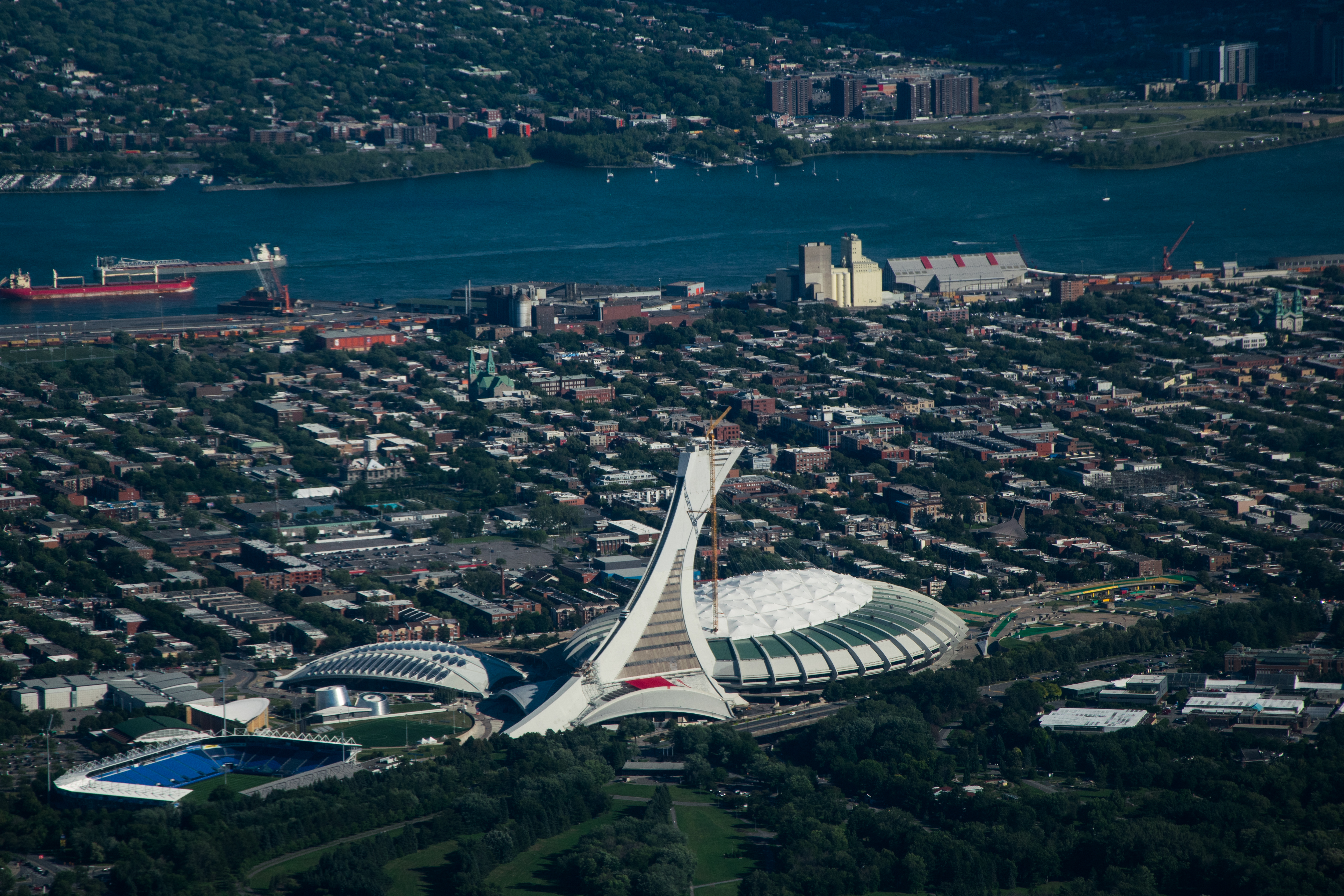
Olympisch Stadion

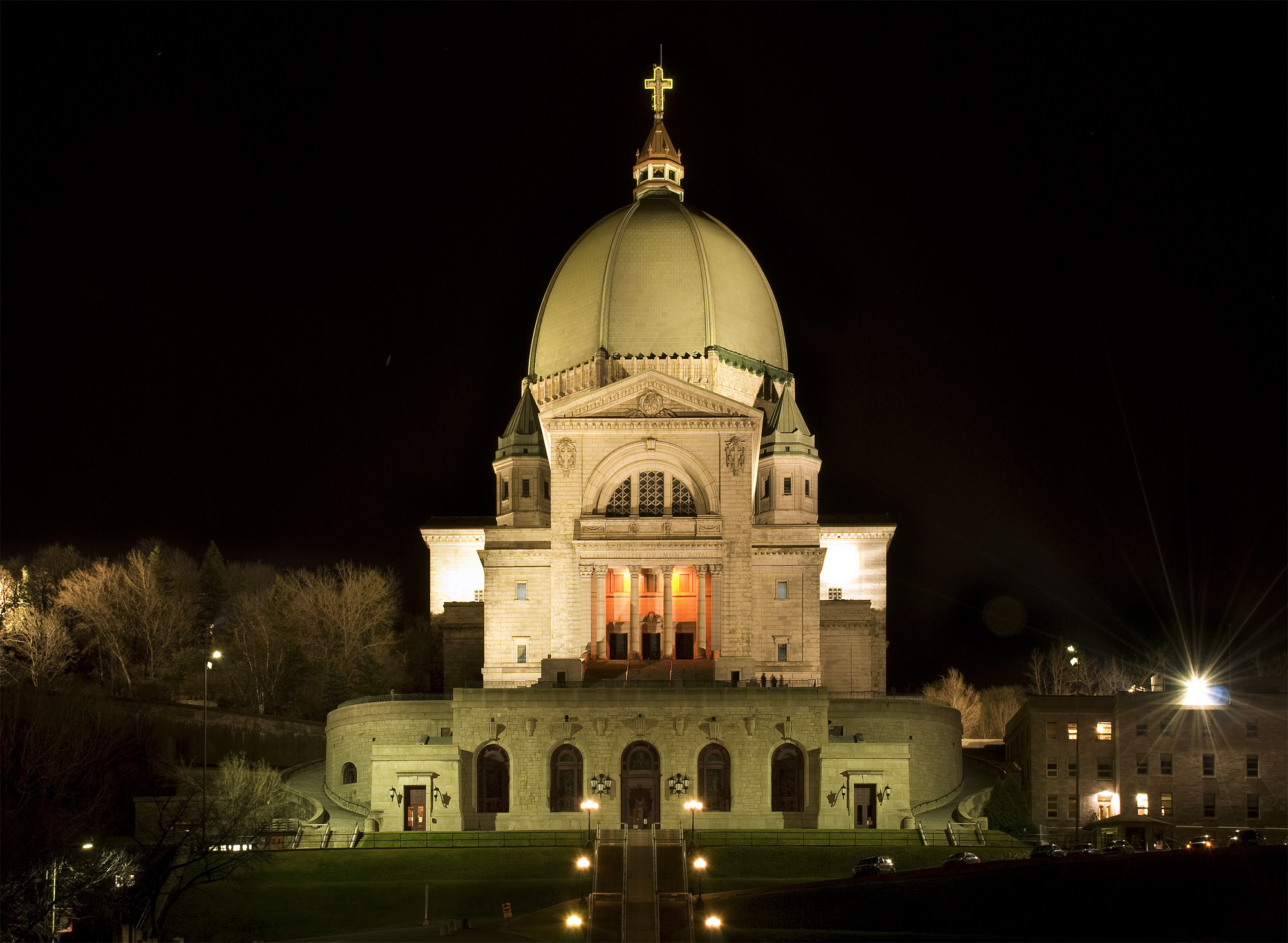
Het Oratoire Saint-Joseph

- Parc du Mont-Royal, een uitgestrekt park op de top van de heuvel, in 1876 geopend. Het werd ontworpen door de tuinarchitect Frederick Law Olmsted, die ook het Central Park in New York ontwierp. Vanuit het park heeft men uitzicht over de stad.
- Olympisch stadion, gebouwd voor de Olympische Spelen van 1976. De uitvoering van het revolutionaire ontwerp van de Franse architect Roger Taillibert leverde zoveel problemen op dat het bouwwerk niet op tijd voltooid kon worden. De 169 meter hoge schuine toren was pas in 1987 klaar. Om zich te meten met andere hoge bouwwerken, is er binnen een expositie over 's werelds hoogste torens. Ook is het mogelijk via een gondel de top van de toren te bezoeken.
- Biodôme de Montréal, een ecologisch museum waar vier ecosystemen worden nagebootst: tropisch regenwoud, poolstreken, bossen in Québec en het maritieme ecosysteem van de Saint Lawrence.
- Jardin botanique de Montréal, een botanische tuin met een oppervlakte van 73 ha, geopend in 1931. Er zijn 26.000 plantensoorten te zien, deels in serres en in een Chinese en een Japanse tuin. Daarnaast is er een insectarium.
- Quartier chinois (China Town) langs de Rue de La Gauchetière, ontstaan rond 1860. Twee Chinese poorten uit 1963 markeren het gebied.
- Oratoire Saint-Joseph, een koepelkerk op de noordwestelijke helling van de Mont Royal, gebouwd van 1924 tot 1966; het is een populair bedevaartsoord dat twee miljoen bezoekers per jaar trekt.
- Quartier Latin rondom de Rue Saint-Denis en Carré Saint-Louis, een levendige wijk rondom de Université du Québec à Montréal met talloze restaurants en alternatieve winkeltjes.
- Île Sainte-Hélène en Île Notre-Dame, twee eilanden in de Saint Lawrence vol attracties zoals een pretpark, een oud fort met een museum over de geschiedenis van Canada, een theater en resten van de Wereldtentoonstelling van 1967.

## Verkeer en vervoer

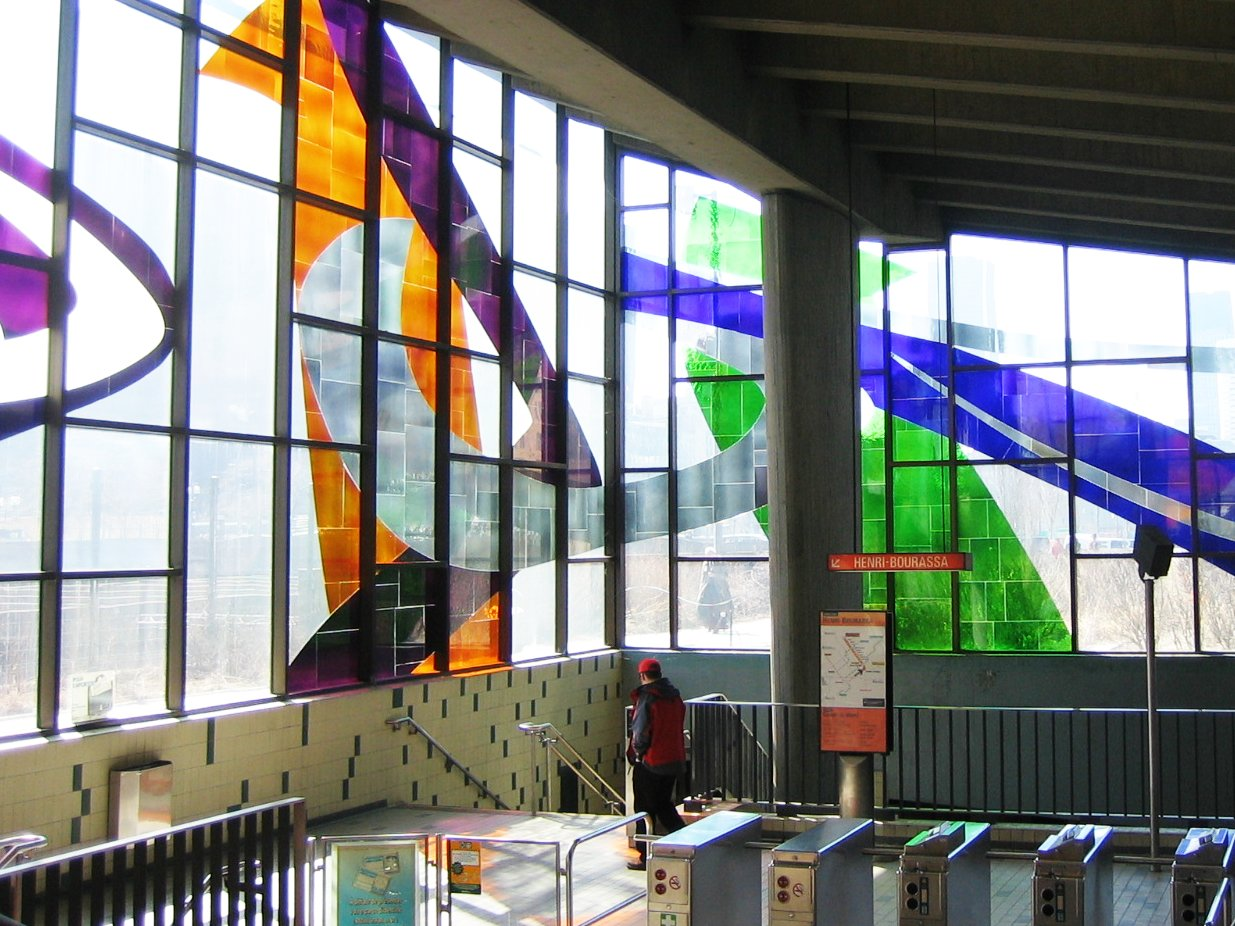
Kunst op metrostation Champs de Mars

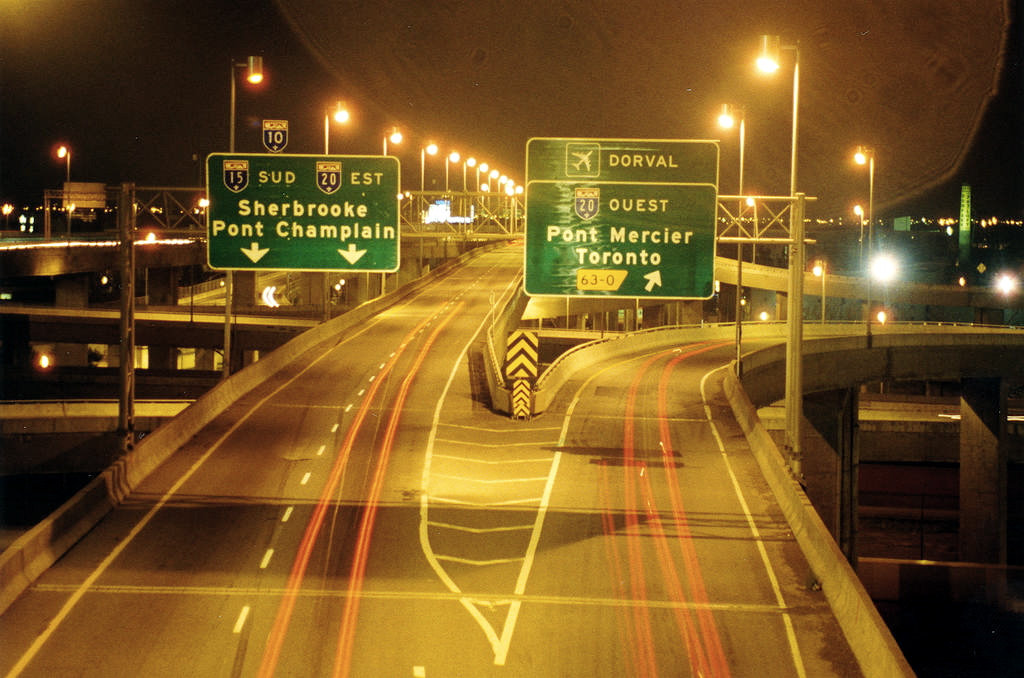
De ringweg van Montréal

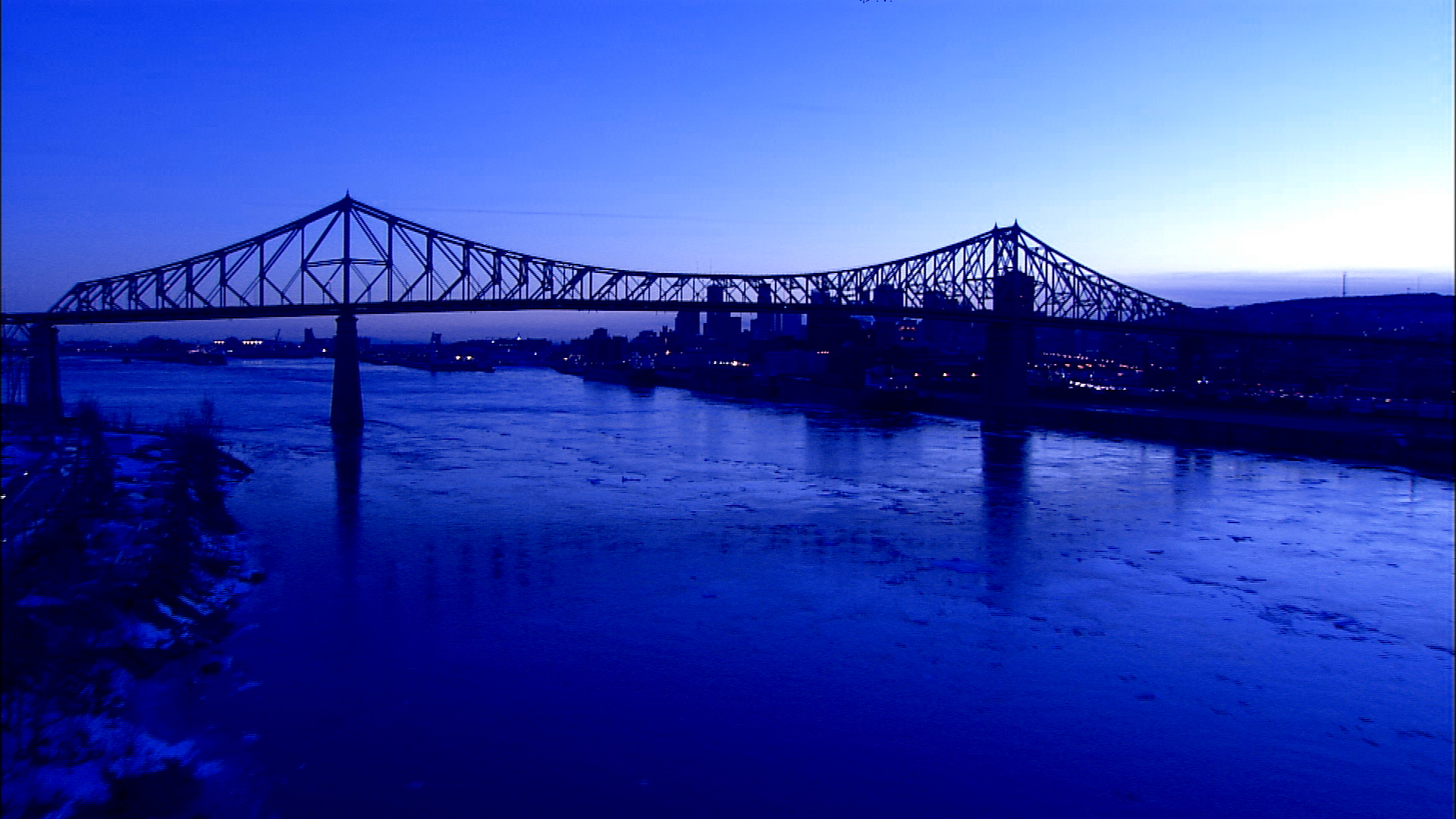
De Jacques Cartierbrug

Montréal is een verkeersknooppunt voor Oost-Canada, met een goed ontwikkelde infrastructuur die de stad met de rest van Canada, de Verenigde Staten en Europa verbindt. In Montréal zijn de hoofdkantoren gevestigd van de luchtvaartmaatschappijen Air Canada en Air Transat en van de nationale spoorwegmaatschappij VIA Rail Canada.

### Openbaar vervoer
De stad beschikt over een 203 buslijnen, 4 metrolijnen en regionale treinen, beheerd door de Société de transport de Montréal (STM). Tot 1959 reden er trams. Elk station van de metro van Montréal is ontworpen door een andere architect, met eigen thema's en originele kunst. De metrotreinen rijden op rubberbanden, waardoor ze weinig lawaai maken. Het netwerk bestaat uit vier lijnen en vijfenzestig stations en werd geopend in 1966 als voorbereiding op de wereldtentoonstelling Expo '67. Het project werd gestart door burgemeester Jean Drapeau, die ook de Olympische Spelen naar Montréal haalde.
Daarbovenop is er het Réseau express métropolitain (REM; Engels: Metropolitan Express Network), een lightrailnetwerk in aanbouw in de Communauté métropolitaine de Montréal. Het systeem zal verschillende voorsteden van Montréal en Montréal-Trudeau International Airport verbinden met Downtown Montréal en zal in fasen worden geopend tussen 2023 en 2027. Een deel van de route werd overgenomen van de spoorweglijn Deux-Montagnes en omgebouwd naar lichte metrostandaarden. Een eerste traject opende op 31 juli 2023 en verbindt het centrale spoorwegstation van Montréal met het station van Brossard.
Montréal beschikt over treinverbindingen, bijvoorbeeld naar Québec en Toronto, maar ook naar New York.

### Luchthavens
Montréal bezit twee internationale luchthavens: een voor passagiersverkeer en een andere voor vrachtvervoer. De Montréal-Pierre Elliott Trudeau International Airport (Aéroport international Pierre-Elliott-Trudeau de Montréal, vroeger Dorval genoemd) is de luchthaven voor passagiers en dient als hub-luchthaven voor Air Canada en Air Transat. Ten noorden van de stad ligt de Aéroport international Montréal-Mirabel (Montréal-Mirabel International Airport), die eigenlijk de belangrijkste luchthaven voor passagiers had moeten worden, maar waar nu alleen vrachtvliegtuigen landen en opstijgen. Montréal-Trudeau is het op twee na drukste vliegveld van Canada. In 2007 reisden er 12,4 miljoen passagiers via de luchthaven. Deze biedt rechtstreekse vluchten naar 117 bestemmingen.

### Wegennet
Montréal worstelt, net als vele andere grote steden, met een groot fileprobleem. Dit geldt met name voor de wegen die de stad verbinden met voorsteden die niet op het Eiland van Montréal liggen, zoals Laval en Longueuil. Door de breedte van de Saint Lawrence is het kostbaar en ingewikkeld om bijkomende bruggen en tunnels aan te leggen. Daarom zijn er maar vier verkeersbruggen over en één tunnel onder deze rivier, terwijl er acht bruggen zijn die de smallere Rivière des Prairies oversteken.

### Fietsgebruik
Montréal kent een voor Noord-Amerikaanse begrippen groot aandeel van de fiets in de dagelijkse verplaatsingen. In 2013 werd 2,5% van alle verplaatsingen binnen de agglomeratie op de fiets uitgevoerd. De gemeente wil dit aandeel opvoeren tot 15% in 2029 en is daarom van plan om onder andere voor 184 km aan fietssnelwegen aan te leggen. Montréal beschikt anno 2019 over een handvol doorgaande fietspaden, waarvan enkele 's winters sneeuwvrij gehouden worden — iets wat voorheen allesbehalve vanzelfsprekend was.

## Universiteiten

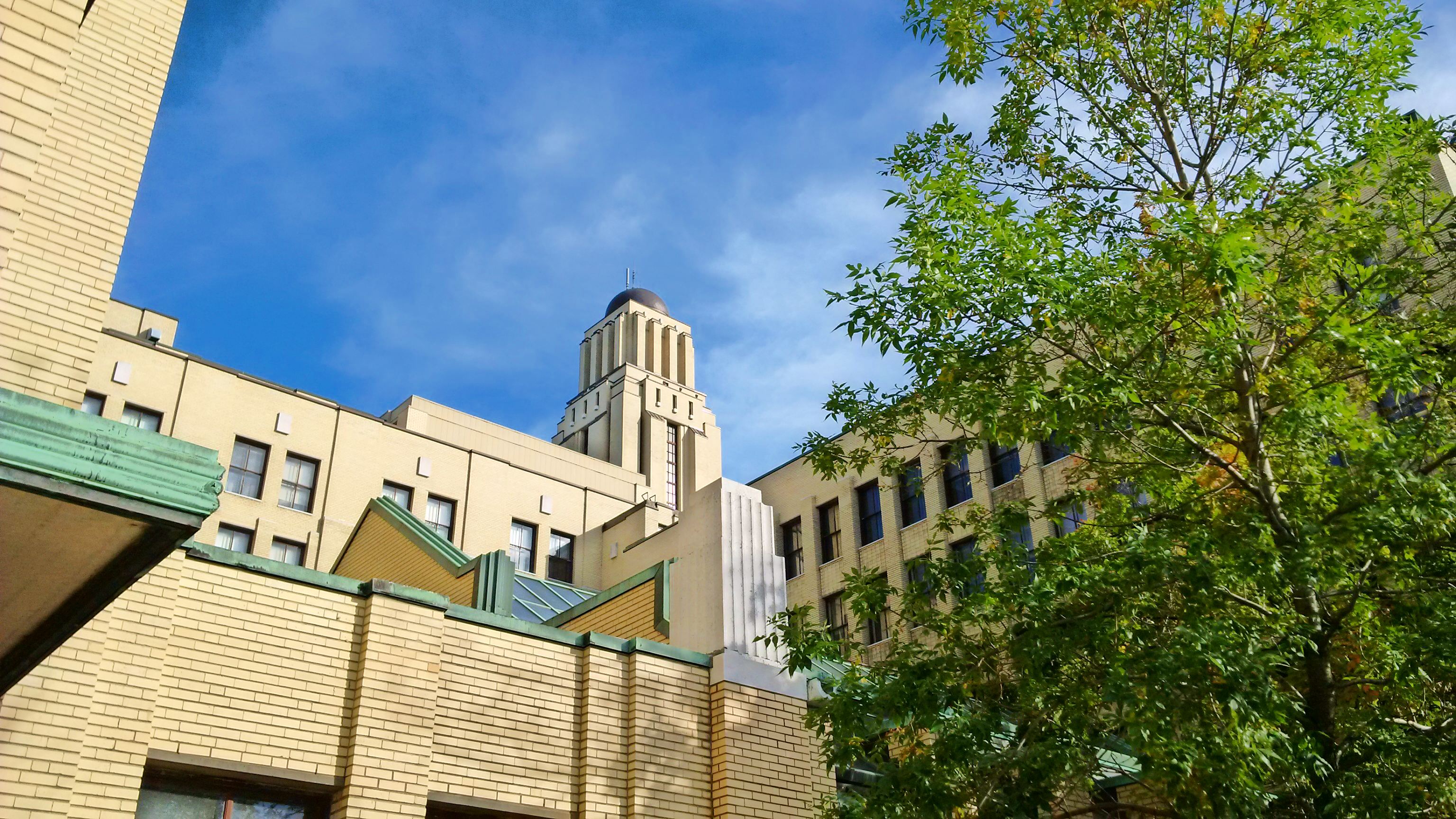
Université de Montréal

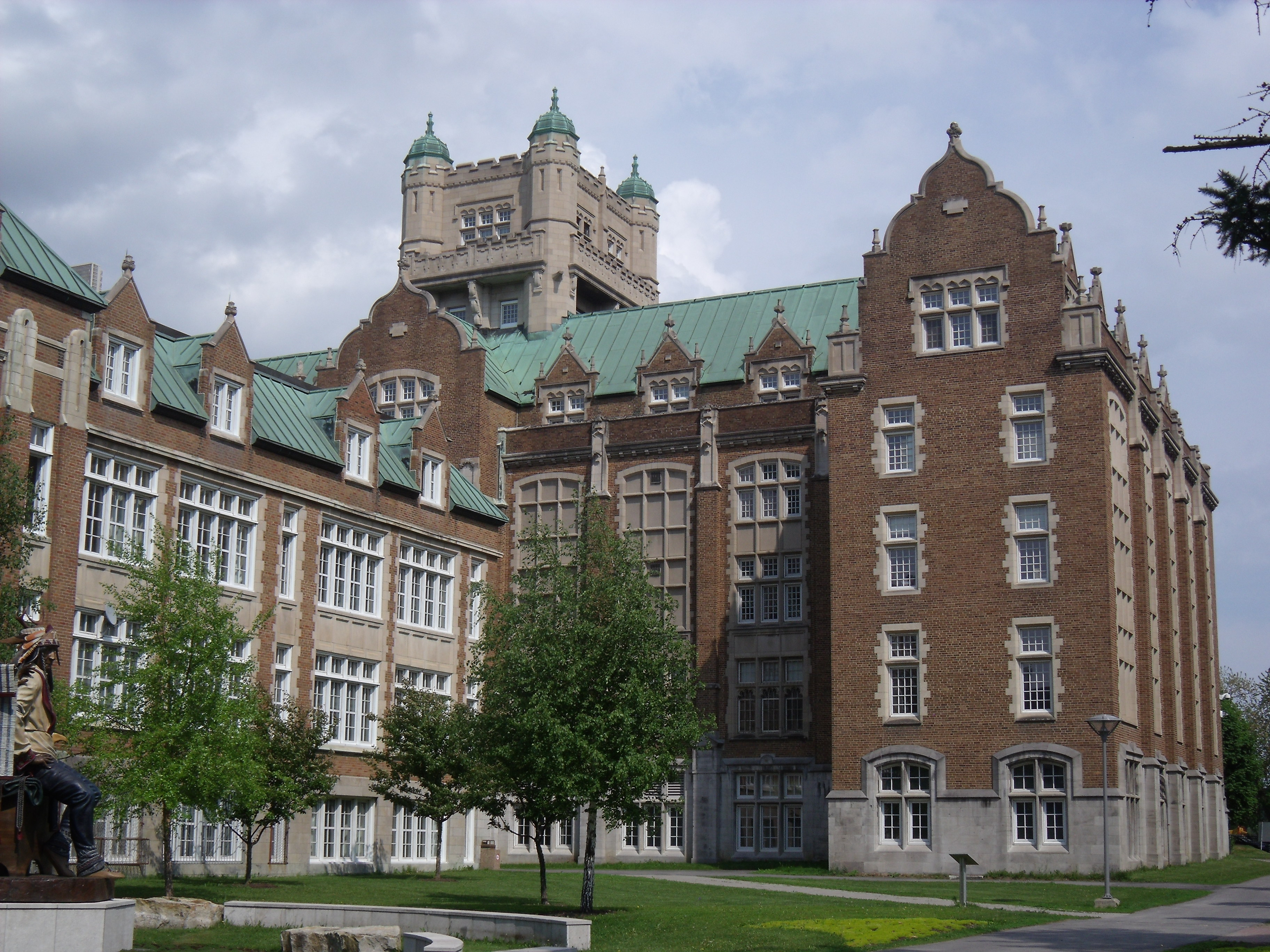
Concordia University

Montréal heeft zes universiteiten en twaalf zogenaamde "junior colleges" in een straal van acht kilometer. De stad heeft de op een na hoogste concentratie hogeronderwijsstudenten van alle grote Noord-Amerikaanse steden (na Boston):

### Franstalige universiteiten
- Université de Montréal, gesticht in 1876, circa 55.000 studenten:
  - École Polytechnique de Montréal
  - École des Hautes Études Commerciales de Montréal
- Université du Québec:
  - Université du Québec à Montréal, gesticht in 1969, ca. 40.000 studenten
  - École de technologie supérieure (ETS)
  - École Nationale de l’Administration Publique (ENAP)
  - Institut National de la Recherche Scientifique (INRS)
- Université de Sherbrooke (in Sherbrooke, campus in Longueuil)
- Université Laval (campus in Longueuil)

### Engelstalige universiteiten
- McGill-universiteit, gesticht in 1821, ca. 33.000 studenten
- Concordia University, gesticht in 1974, ca. 46.000 studenten

## Stedenbanden
- Brussel (België)
- Busan (Zuid-Korea)
- Hiroshima (Japan)
- Jerevan (Armenië)
- Lucknow (India)
- Lyon (Frankrijk)
- Manilla (Filipijnen)
- Parijs (Frankrijk), sinds 2006
- Shanghai (China), sinds 1985